# سدا، لتونی
سدا (به لاتین: Seda) شهرکی در لتونی با جمعیت ۱٬۷۴۴ نفر است که در strenči municipality واقع شده‌است.

## نگارخانه

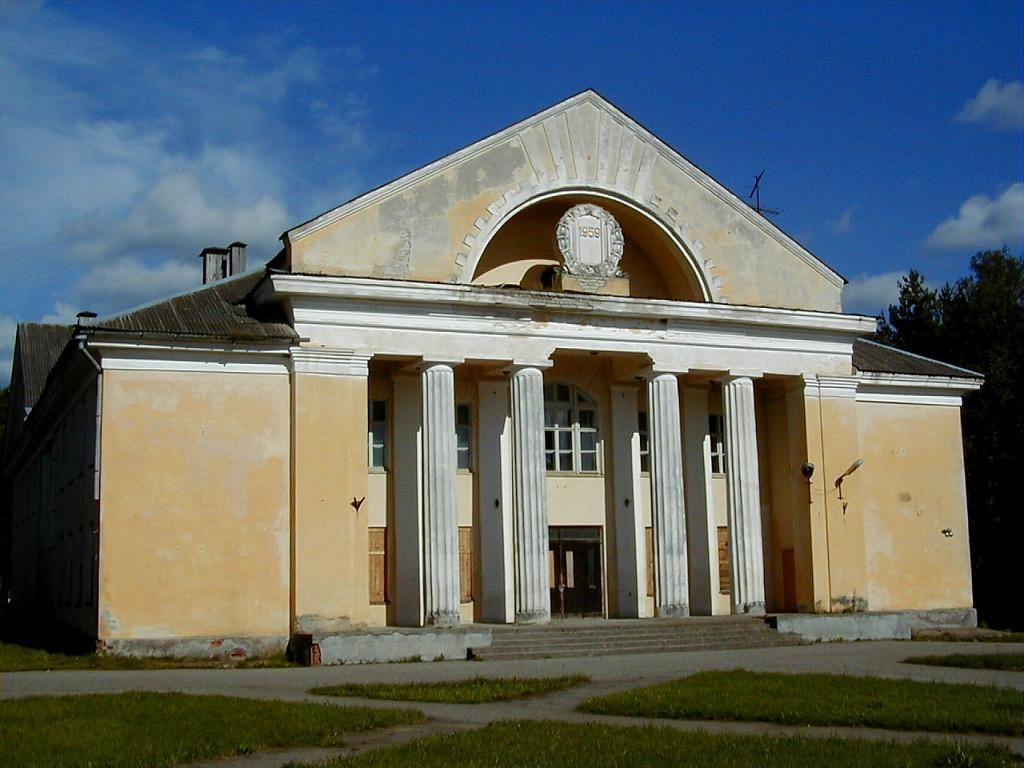
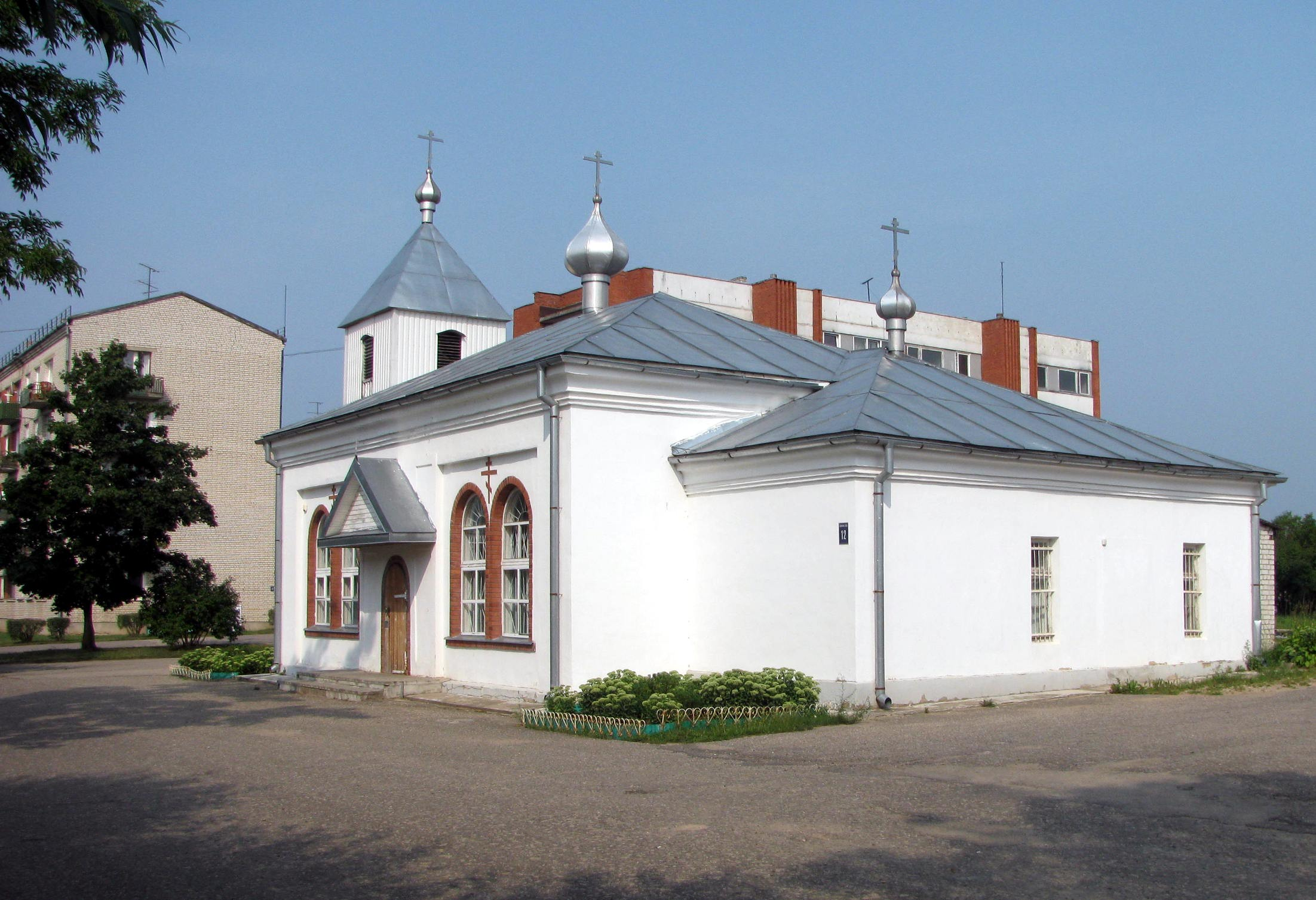